# عبدالمناف نورالدین

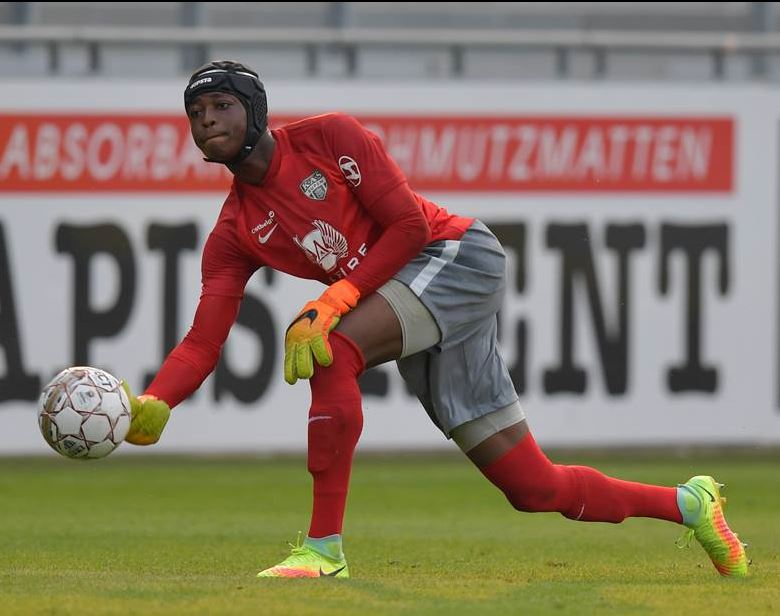
عبدالمناف نورالدین در سال ۲۰۱۷

عبدالمناف نورالدین (انگلیسی: Abdul Manaf Nurudeen؛ زادهٔ ۸ فوریهٔ ۱۹۹۹) بازیکن فوتبال اهل غنا است.
از باشگاه‌هایی که در آن بازی کرده‌است می‌توان به باشگاه فوتبال اوپن اشاره کرد.
وی همچنین در تیم‌های ملی فوتبال زیر ۲۰ سال غنا و غنا بازی کرده‌است.